# Eddie Balchowsky
Edward Balchowsky (Frankfort, 16 de febrer de 1916 - Chicago, 27 de novembre de 1989) va ser un poeta, artista, músic i compositor estatunidenc que va servir al Batalló Lincoln durant la Guerra Civil espanyola. Tot i que va perdre una mà durant la guerra, Balchowsky es va convertir en una figura important de l'escena artística de Chicago. Quatre cantautors van escriure cançons inspirades en Balchowsky, Jimmy Buffett, Loudon Wainwright III, Utah Phillips i Dion Dimucci.

## Biografia
El pare de Balchowsky era botiguer i la seva família l'única família jueva de Frankfort, una comunitat poblada en gran part per persones d'origen alemany. Va ser un músic hàbil de jove i aspirava ser concertista de piano.
Balchowsky va viatjar a Europa l'octubre de 1937 com a voluntari de les Brigades Internacionals per a lluitar a la Guerra Civil espanyola i defensar el comunisme. Les baixes van ser nombroses entre els voluntaris estrangers. Balchowsky va ser un dels sis supervivents d'una unitat de 80 homes que van ser fustigats per les tropes feixistes. El canell dret de Balchowsky va ser destrossat per una metralladora a la batalla de l'Ebre i se li va haver d'amputar la mà. Amb tot, va continuar servint com a soldat encarregant-se de tasques de reconeixement fins que els voluntaris estrangers van ser desmobilitzats i enviats a casa a finals de 1938.
Un cop retornat, Balchowsky es va enfrontar amb problemes d'adaptació a la vida civil. Tanmateix, va ser capaç d'arranjar cançons de música clàssica per a poder tocar-les amb una sola mà. Va afirmar que «quan era estudiant, havia jugat a Chopin i, després de la seva lesió, va jugar amb Chopin». De vegades, també, acompanyava a altres músics o venia pintures i dibuixos per arribar a final de mes.
Va buscar alleujament per al dolor fantasma de la mà que li faltava a través de l'alcohol i els opiacis. Més endavant, va ser condemnat a presó, on va ensenyar a llegir a un home analfabet al corredor de la mort, fet que va ajudar-lo a commutar la pena de mort.
Diane Weyermann va produir el 1989 un curtmetratge documental sobre Balchowsky, Peat Bog Soldier. El 1988, Balchowsky va publicar les seves memòries amb el títol d'As you pass each fence and door .